# A Shipwreck in the Sand
A Shipwreck in the Sand ist das vierte Studioalbum der kanadischen Post-Hardcore Band Silverstein. Es ist das erste Konzeptalbum der Band und wurde am 31. März 2009 weltweit veröffentlicht. Die zum Album gehörige Geschichte sowie Trackliste und Cover des Albums wurden am 29. Januar 2009 auf einer eigens für das Album erstellten Website veröffentlicht. Am 17. März 2009 brachte die Band eine Single-Auskopplung des Liedes „Vices“ heraus, zu dem sie ebenfalls ein Video aufnahmen.

## Entstehung
Nach ihrer Europa-Tournee im Mai/Juni 2008 begann Silverstein damit, das neue Album zu schreiben. Zwischen zahlreichen Festival-Auftritten im Sommer entstanden die ersten Noten des Albums. Kurz nach ihrer Tournee in Nordamerika im Herbst des Jahres begannen sie, ihr Album aufzunehmen. Das Recording des Albums war Ende des Jahres beendet und der Name und die Trackliste wurden auf einer eigens eingerichteten Homepage bekanntgegeben. Die erste Demo des neuen Albums („Broken Stars“) wurde auf MySpace und auf der Homepage Silversteins bereits am 3. Oktober veröffentlicht. Am 23. Februar 2009 gab Silverstein das Release-Datum an und kündigte zudem Tourneen in Europa und Nordamerika an.

## Trackliste
Chapter One: It Burns Within Us All
1. A Great Fire
2. Vices (feat. Liam Cormier)
3. Broken Stars

Chapter Two: Liars, Cheaters and Thieves
1. American Dream
2. Their Lips Sink Ships
3. I Knew I Couldn't Trust You
4. Born Dead (feat. Scott Wade)

Chapter Three: Fight Fire with Fire
1. A Shipwreck in the Sand
2. I Am the Arsonist
3. You're All I Have

Chapter Four: Death and Taxes
1. We Are Not the World
2. A Hero Loses Everyday
3. The Tide Raises Every Ship
4. The End (feat. Lights)

## Belege
1. ↑  Betrayal. Arson. Infidelity. True Love. (Memento vom 16. Januar 2010 im Internet Archive)